# Karl Dziatzko
Karl Franz Otto Dziatzko (Neustadt, 27 gennaio 1842 – Gottinga, 13 gennaio 1903) è stato un bibliotecario e filologo classico tedesco.
Bibliotecario a Gottinga, vi fondò una celebre scuola di biblioteconomia. Considerato uno dei migliori archivisti mai vissuti, diede importanti norme alla catalogazione dei volumi in una biblioteca.
Nel 1886 per primo studiò approfonditamente il cosiddetto strumento Helmasperger, atto del processo intentato da Johannes Fust contro Johann Gutenberg.

## Pubblicazioni (selezione)
- De prologis Plautinis et Terentianis quaestiones selectae. Diss. Bonn 1863.
- Ausgewählte Komödien des P. Terentius Afer : zur Einführung in die Lektüre der altlateinischen Lustspiele. Teubner, Leipzig 1874ff. (viele Neuauflagen)
- P. Terenti Afri Comoediae. Tauchnitz, 2. Aufl. Leipzig 1884.
- Instruction für die Ordnung der Titel im Alphabetischen Zettelkatalog der Königlichen und Universitäts-Bibliothek zu Breslau. Asher, Berlin 1886.
- Beiträge zur Gutenbergfrage. Asher, Berlin 1889.
- Gutenbergs früheste Druckerpraxis. Asher, Berlin 1890.
- Entwickelung und gegenwärtiger Stand der wissenschaftlichen Bibliotheken Deutschlands mit besonderer Berücksichtigung Preußens. Spirgatis, Leipzig 1893.
- Untersuchungen über ausgewählte Kapitel des antiken Buchwesens. Teubner, Leipzig 1900.